# Borrego Springs
Borrego Springs est une census-designated place du comté de San Diego en Californie, aux États-Unis.

## Démographie
| 1990  | 2000  | 2010  | - | - | - |
| ----- | ----- | ----- | - | - | - |
| 2 244 | 2 535 | 3 429 | - | - | - |